# Филден, Сэмюэл
Сэмюэл «Сэм» Филден (Самуэль Фильден, англ. Samuel Fielden; 25 февраля 1847 — 7 февраля 1922) — американский деятель рабочего движения английского происхождения, методистский проповедник, социалист, анархист и профсоюзный активист, один из восьми осужденных за взрыв на площади Хеймаркет в 1886 году.

## Биография

### Из Великобритании в США
Сэмюэл Филден родился в Тодмордене, в Западном райдинге Йоркшира, Англия. Филден почти не знал свою мать, которая умерла, когда ему было 10 лет. Его отец был обедневшим мастером на хлопчатобумажной фабрике и сам был участником рабочего движения и общественным деятелем, чартистом и борцом за 10-часовой рабочий день в Англии.
Сэмюэл Филден пошел работать на хлопчатобумажную фабрику в возрасте восьми лет и ужаснулся условиям труда. Достигнув совершеннолетия, он эмигрировал в Соединенные Штаты. В 1869 году он переехал в Чикаго, где работал на разных работах, иногда выбираясь в их поисках на юг. Осев окончательно в Чикаго, стал частным извозчиком. Он также изучал теологию и стал мирским проповедником методистской епископальной церкви. Хотя церковь так и не рукоположила его, он служил мирским пастором в нескольких рабочих конгрегациях в центре Чикаго.
Там он познакомился с социалистической мыслью и в 1884 году присоединился к левому движению, став членом Американской группы Международной ассоциации трудящихся, а затем был назначен её казначеем. Стал известен как красноречивый оратор в защиту трудовых прав. Женился в 1880 году и имел двоих детей, второй из которых родился, когда он находился в тюрьме.

### Хеймаркет
4 мая 1886 года Филден занимался доставкой камня на немецкое кладбище Вальдхайм и не слышал о запланированной на ту ночь демонстрации в Хеймаркете. Однако, вернувшись домой, он узнал о срочном собрании Американской группы в редакции немецкоязычной рабочей газеты Arbeiter-Zeitung, и, считая своим долгом присутствовать на этой встрече в качестве казначея, оставил первоначальные планы. О демонстрации на площади Хеймаркет он узнал только по прибытии на встречу.
Поступил запрос на дополнительных выступающих, и Филден вместе с Альбертом Парсонсом согласились выступить. Они прибыли как раз в тот момент, когда Август Спис заканчивал свою речь. Следом Парсонс произнёс длинную речь, и, поскольку погода ухудшалась, а толпа редела, Филден даже подумывал отказаться от собственного выступления, но в конце концов его убедили. Он говорил примерно 10 (по другим сообщениям, 20) минут о связи социалистического движения и рабочего класса, а также что действующее законодательство враждебно рабочим.
Ближе к концу выступления его прервала прибывшая делегация полиции во главе с капитаном Джоном Бонфилдом, которая приказала митингующим разойтись. Филден кратко протестовал. В этот момент кто-то бросил бомбу, которая взорвалась посреди толпы. Филден был подстрелен и повредил колено, когда бежал в возникшем хаосе (он был единственным раненым среди обвиняемых на Хеймаркетском процессе). Перевязав раны, он вернулся домой. На следующий день он был арестован и обвинён в заговоре с целью взрыва.

### Суд и последствия
На суде Филдена обвинили в подстрекательстве толпы к беспорядкам и насилию. Детектив Пинкертона выступил с клеветнической речью, якобы Филден в прошлом выступал за использование динамита и расстрел полицейских. Другие свидетели заявили, что он подстрекал толпу, заявив при прибытии полиции: «А вот и ищейки; выполняют свой долг, а я выполню свой». Несколько полицейских сообщили, что видели, будто Филден вытащил пистолет и открыл огонь по их рядам. Филден всё это отрицал, равно как и свидетели не из числа полиции.
Филден был приговорён к смертной казни вместе с шестью другими обвиняемыми, но после того, как он написал губернатору Иллинойса Ричарду Джеймсу Оглсби с просьбой о помиловании, 10 ноября 1887 года его приговор был заменён пожизненным заключением. Он провел шесть лет в тюрьме, пока не был вместе с сообвиняемыми Майклом Швабом и Оскаром Нибе наконец помилован губернатором Джоном Питером Альтгельдом 26 июня 1893 года. После освобождения он купил ранчо вдоль Индиан-Крик в долине Ла-Вета в Колорадо, где поселился вместе со своей женой и детьми.

## Работы
- Автобиография Сэмюэля Филдена
- Показания Сэмюэля Филдена, стенограмма судебного заседания, том. М, 308—365, 6 августа 1886.
- Обвиняемые обвинители: знаменитые речи чикагских анархистов в суде: 7, 8 и 9 октября 1886 года, Чикаго, Иллинойс. Чикаго: Социалистическое издательское общество, без даты [1886].